# Асеведо, Матиас
Матиас Дамиан Асеведо (исп. Matías Damián Acevedo; родился 9 февраля 2008, Ланус) — аргентинский футболист, полузащитник клуба «Расинг».

## Клубная карьера
Уроженец Лануса (провинция Буэнос-Айрес), Асеведо начал играть в футбол в футбольной академии «Расинга» в возрасте четырёх лет. В 2024 году подписал с клубом свой первый профессиональный контракт. 22 сентября 2024 года дебютировал в основном составе «Расинга», выйдя на замену Агустину Урси в матче аргентинской Примеры против клуба «Тальерес».